# リチャード・アヴェドン

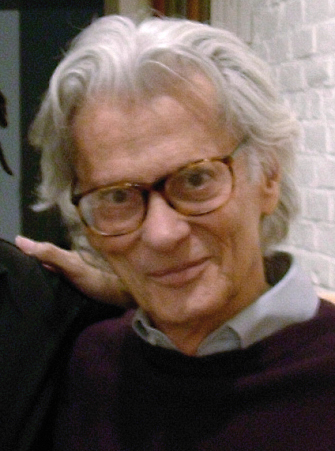
リチャード・アヴェドン

リチャード・アヴェドン（Richard Avedon、1923年5月15日 - 2004年10月1日）は、アメリカ合衆国の写真家。 ファッション写真およびアート写真の分野で大きな成功を収めた。

## 経歴

### 『ハーパース・バザー』でのデビュー
アヴェドンはニューヨークでユダヤ系ロシア人の家に生まれた。12歳の頃にはコダック製カメラブローニーで写真を撮るようになっていた。コロンビア大学で哲学と詩を学ぶが1年で中退した後、1942年から1944年の間、軍役としてブルックリンにあったマーチャント・マリーン（United States Merchant Marine ：平時には商船隊として活動するが戦時には米海軍の輸送船団の役割を果たす）の基地に勤務し、機関誌『ザ・ヘルム』（The Helm ）用の写真撮影に携わった。
除隊後ファッション写真家を志し、まずニューヨークにあった高級女性衣料店「ボンウィット・テラー」（Bonwit Teller ）に無料で広告写真を撮らせてもらえないかかけあい、エレベータ内に貼る写真を撮らせてもらうことに成功する。またボンウィット・テラーでの写真やマーチャント・マリーンでの身分証明書用写真、自らの姉妹のルイス・アヴェドンをモデルとした写真等をポートフォリオにまとめて有力ファッション雑誌『ハーパース・バザー』の編集者アレクセイ・ブロドヴィッチのもとに持ち込み、マーチャント・マリーンでの作品が認められて『ハーパーズ・バザー』誌のティーンエイジャー向けページ「ジュニア・バザー」での仕事を手に入れた。アヴェドンの同誌デビューは1944年11月号である。
同誌での仕事と並行してアヴェドンは、ニュースクール・フォー・ソーシャル・リサーチ（現在のニュースクール大学）のデザイン研究所でブロドヴィッチに写真を師事。
1946年には自分のスタジオを持ち、『ハーパーズ・バザー』と並ぶ有力ファッション雑誌『ヴォーグ』や、当時怪物的な販売数を誇ったグラフ誌『ライフ』でも写真を撮り始めた。

### 1947年のパリ滞在とディオールの「ニュールック」
1947年夏、『ハーパース・バザー』誌のカーメル・スノウはパリ・コレクション（オートクチュール・コレクション）を撮影させる為、アヴェドンをパリに向かわせた。ただし同誌の1947年秋冬のパリ・オートクチュール・コレクションはすでにルイーズ・ダール=ウォルフが受注していた上、ダール＝ウォルフは若いアヴェドンの作風を毛嫌いしていたので、アヴェドンは「ダール＝ウォルフには見つからないように」との指示を受けていた。その結果、アヴェドンはパリ・コレクションの会場にはあまり足を運べず、パリの街を歩き回ることになった。
この渡仏においてアヴェドンはRenéeをモデルとしたディオールのいわゆる「ニュールック」の一連の写真を撮影し、『ハーパース・バザー』誌1947年10月号に掲載された。この時の作品は初期のアヴェドンのファッション写真の特徴であるダイナミックなモデルの動き、パリの街並みを利用した映画風の演出、斬新なカメラ位置、ブレやボケなどの諸特徴をすでに備えていた。アヴェドンがひんぱんに用いた被写体ブレやボケは、彼の登場の10年ほど前に活動していたグループf/64のようなパンフォーカスが主流であった当時のアメリカ写真界では極めて異質なものであり、『ザ・ニューヨーカー』誌は「アヴェドン・ブラー」（Avedon Blur ）という語をわざわざ考案してアヴェドンの作風を揶揄した。パリの街をファッション写真の背景に多用する手法については、アヴェドンの師であるブロドヴィッチがデザインを担当して1945年に出版されたケルテース・アンドルの写真集Days of Paris、あるいはブラッシャイ、ウィリー・ロニス、エデュアール・ブーバ（Édouard Boubat ）、ロベール・ドアノー、ジェルメーヌ・クルルら東欧からの移民を中心とする写真家達によるパリを題材とした写真群の影響が指摘されている。
1947年のパリ・オートクチュール・秋冬コレクションの写真の『ハーパース・バザー』掲載数においてアヴェドンはダール＝ウォルフを上回り、（ダール＝ウォルフは激怒したものの）アヴェドンは同誌での地位を確固たるものとした。
1948年にはカーメル・スノウのセッティングにより、アヴェドンはココ・シャネルのポートレートを撮影している。ナチのフランス占領中より戦後までココ・シャネルはナチの高官と愛人関係にあったためフランスでの立場は微妙なものであったが、アヴェドンはパリの街角に偶然残っていた「もしもヒトラーが原爆を手に入れていたら」と書かれたポスターの下にシャネルを立たせて撮影を行った上、カーメル・スノウの想像を超える過激な文言を写真に添えようとしたため、スノウは震え上がってこの写真の誌面掲載を見送った。ただしアヴェドンとシャネルはお互いに非常に好感を持っていたという。

### 「ドヴィマ・ウィズ・エレファンツ」
1949年『シアター・アーツ』（Theater Arts ）誌の編集者兼フォトグラファーとなり、舞台芸術を対象としたジャーナリズムの分野に活動の場を広げていった。
すでにファッション写真家としてはライバル誌『ヴォーグ』で大活躍していたアーヴィング・ペンと並ぶ若手のトップの座を手に入れており、1950年代前半にはドヴィマ（Dovima ）、スージー・パーカー（Suzy Parker ）、グロリア・ファンデルビルト（Gloria Vanderbilt ）、オードリー・ヘプバーンらをモデルとして多くの名作を撮っている。1954年にディオールが「Hライン」を発表した際には、ディオールはこのデザインの着想をアヴェドン撮影によるマレラ・アネッリ（Marella Agnell ：フィアット会長ジャンニ・アネッリの妻）のポートレートから得たと発言した。なお1953年12月に撮影されたアネッリのポートレートを1981年に50枚限定でプリントしたもののエディションナンバー44が2010年のクリスティーズのオークションで4万9000ユーロで落札されている。
当時金髪のモデルはあまり好まれなかったが、この頃から金髪のモデルを使ったファッション写真の撮影に本格的に取り組んでおり、サニー・ハーネット（Sunny Harnett ）を起用してフランス各地で撮影を行なった。1954年にはかつてブラッサイやケルテースらが撮ったような「パリの夜景」を舞台にしたファッション写真に挑戦し、ハーネットをモデルにパリの通りを封鎖してフラッドランプの大がかりな照明を用いた作品を撮影している。この「パリの夜景によるファッション写真」に手応えを感じたアヴェドンは、彼としては異例となる同一モデルのパリ・コレクション撮影への再起用を決断し、1955年8月のパリ・コレクション撮影にドヴィマを呼んだ。この時、シルク・ディヴェール（Cirque d'hiver ）で8×10in判カメラで撮影されたのが「ドヴィマ・ウィズ・エレファンツ」と呼ばれる一連の作品である。この作品は『ハーパース・バザー』誌1955年9月号に掲載された。

### 「パリの恋人」
アヴェドンは1944年にモデルのドルカス・ノウェル（Dorcas Nowell ）、通称ドオ・アヴェドン（Doe Avedon ）と結婚していたが、二人の友人であった脚本家のレナード・ガーシェは、彼らの生活に着想を得てミュージカルの脚本の執筆に取り組んでいた。当初のストーリーは、ファッション写真家が嫌がる妻をなだめすかしてファッションモデルにしてしまうというものであった。この企画は最終的に映画脚本として完成し、オードリー・ヘプバーンとフレッド・アステアの主演で製作されることになった。これが「パリの恋人」（Funny Face ）である。なお、本作にはヘプバーン以外にもドヴィマ、スージー・パーカー、サニー・ハーネットらアヴェドンのパリ・コレクション撮影でモデル起用された女性達が脇役として出演している。
映画の製作が始まったのは1956年の春であったが、その時点でアヴェドンは単なるファッション写真家を越えた存在となっており、その消息はしばしばニュースで報じられるまでになっていた。またアヴェドンが毎年2回行うパリ・コレクション撮影でのモデルたちとのエピソードも「モデルが勝手に夜遊びに出かけてしまい、撮影隊が夜のパリの歓楽街で捜索を繰り広げた」「撮影中にセーヌ河に落ちた」「モデルが金持ちのボンボンにナンパされて駆け落ちしそうになった」「撮影に集中しすぎてドヴィマがエッフェル塔から転落しそうになった」等面白おかしく伝えられるようになっていた。アヴェドンは「パリの恋人」に自ら撮影したファッション写真を多数提供した他、フレッド・アステアに演技上の助言も行なった。
ちなみにこの映画の撮影と並行して1956年のパリ・コレクション撮影も行ない、スージー・パーカーとロビン・タターサル（Robin Tattersall）がコンコルド広場でローラースケートをしている有名な写真はこの時に撮られたものである。2002年に焼かれたこの写真のオリジナルプリントは、2010年のクリスティーズのオークションでは、落札予想価格25,000～35,000ユーロを遙かに超える217,000ユーロで落札された。

### 『ヴォーグ』移籍
1966年、アヴェドンはハーパース・バザーを去りヴォーグのスタッフ・フォトグラファーとなった。その後ファッション雑誌での仕事を続けるとともに、精神病院の入院患者の姿や、1963年にはベトナム戦争へのプロテスト（w:Civil Rights Movement）、そしてベルリンの壁の崩壊などを撮影し始めた。また様々な有名人をスタジオへ招き、8x10in判カメラでポートレートを撮影した。浮浪者、鉱夫、カウボーイ等々の西部出身者を写した大判プリント集はベストセラーとなった。

### ヴェルサーチとの契約
1978年にはメトロポリタン美術館で大規模な回顧展が開催されるなど、ファッション写真界での地位は不動のものとなっていたが、1970年代のファッション写真の主流はヘルムート・ニュートンやガイ・ブルダンに代表される、性的かつ扇情的なスタイルであった。こうした状況もあり、アヴェドンは『ヴォーグ』での活動に区切りをつけ、1980年よりジャンニ・ヴェルサーチの広告キャンペーンを主たる仕事とするようになった。
またヴェルサーチでの仕事と並行して、1979年よりテキサス州フォートワースにあるエーモン・カーター美術館の依頼により、6年にわたりアメリカ西部の住人のポートレートを撮影するプロジェクトに着手した。アヴェドンは坑夫や油田で油に塗れた作業着を纏い働く労働者、職のない放浪者、そして1979年-1984年頃の西部で育つティーンエージャーの姿を撮影している。

### 『エゴイスト』『ニューヨーカー』
1984年より、パリでニコール・ウィズニアクが不定期に発行していたファッション雑誌Egoysteに活動の場を広げた。また1992年には『ザ・ニューヨーカー』誌とも契約を結び、作品を発表している。この時期のアヴェドンの作品の中で最も著名なのは1995年に『ニューヨーカー』誌で発表された「In Memory of Late Mr. and Mrs. Comfort」と題する連作写真である。この連作はナジャ・アウアマンと男装の白骨をモデルとしたものであった。

### 死去
2004年9月25日テキサス州サン・アントニオでザ・ニューヨーカー誌への写真を撮影している最中に脳内出血で倒れ、10月1日に同地で死去した。当時「民主主義について」と題する2004年アメリカ大統領選挙についての新たなプロジェクトに着手していた。

## 受賞歴
- 1993年、マンハッタンにあるthe International Center of PhotographyのMaster of Photography Awardを受賞。
- 1994年には写真集Evidenceがフランスで優れた写真集に贈られるPrix Nadarを受賞。
- 2003年にはイギリスのthe Royal Photographic Societyから150周年記念メダルを贈られた。

## 撮影手法
ローライフレックスに加え、8×10in判のディアドルフを使用した。福井鉄也になぜローライでなく8×10in判を使用するのか質問された際に「ローライも使うが、今の仕事は白バックで人物を撮るので、人物のエッジをきわ立たせるため」と答えている。

## オークション
2010年11月22日、パリのクリスティーズでアヴェドン財団が所有するアヴェドン作品のプリントが多数競売にかけられた。65ロットの中でも最高額での落札となったのは、1978年にメトロポリタン美術館で開催された回顧展の為にプリントされた1955年作の「Dovima with elephants」 で、84万1000ユーロ（当時のレートで114万8910USドル）でクリスチャン・ディオール社に落札された。このセールでは全ロットに買い手が付き、セール全体の売り上げは550万ユーロに達した。

## 私生活
1944年にアヴェドンはモデルとしては「Doe Avedon」として知られることとなる、Dorcas Nowellと結婚した。5年後に離婚した後、アヴェドンは1951年にEvelyn Franklin（ミルトン・H・グリーンの元妻）と再婚した。彼らもやはり離婚したがジョンという息子をもうけた。
ジョンはサラ・ローレンス大学卒の文筆家。再婚相手のダニエル・パトリック・モイニハンの娘マウラとの間に息子マイケル・アヴェドン（en:Michael Avedon、1991年生）がいる。マイケルも写真家。アヴェドンの甥はマーシャル・アーツ映画スターのLoren Avedonである。